# Léo Collard
Léo Jules Emile Collard (Aulnois, 11 juli 1902 - Bergen, 27 januari 1981) was een Belgisch advocaat en socialistisch politicus voor de PSB.

## Levensloop
Collard promoveerde tot doctor in de rechten aan de ULB. Hij werd beroepshalve advocaat aan de Balie van Bergen en leerstoelhouder aan het Institut supérieur de Commerce Warocqué in Bergen.
Van 1932 tot 1971 zetelde hij voor de POB en daarna de PSB voor het arrondissement Bergen in de Kamer van volksvertegenwoordigers. Tijdens de Koningskwestie was hij hevig tegenstander van koning Leopold III en in 1946 werd hij korte tijd minister van Openbaar Onderwijs in de regering-Spaak II. Ook verzette hij zich tegen de maatregelen die genomen werden door christendemocraat Pierre Harmel, die van 1950 tot 1954 minister van Openbaar Onderwijs was. Van 1954 tot 1958 werd Collard opnieuw minister van Openbaar Onderwijs in de regering-Van Acker IV.
Hij probeerde in 1955 de toename van de subsidies aan het vrije middelbaar-, technisch- en normaalonderwijs uit de vorige homogeen-katholieke regeerperiode terug te draaien, en bovendien  de wedden rechtstreeks aan de leraren uit te betalen, hetgeen tot een hevige reactie van het vrij onderwijs in België leidde (De Schoolstrijd), daarin gesteund door de CVP en de Katholieke Kerk. Hij liet een groot aantal rijksscholen bouwen. De leerkrachten werden door hem verplicht in het bezit te zijn van een diploma zodat talrijke niet gediplomeerde priesters niet meer in aanmerking kwamen. Na de verkiezingen van 1958 belandde de BSP in de oppositie, waarna na lange onderhandelingen het Schoolpact werd gesloten.
In juli 1959 volgde hij de overleden Max Buset op als partijvoorzitter van de BSP/PSB, een functie die hij uitoefende tot in 1971. Hij leidde zijn partij door de onafhankelijkheid van Belgisch Kongo, de Waalse winterstakingen tegen de Eenheidswet, de Artsenstaking en Leuven Vlaams. Op 1 juli 1969 riep Collard alle progressieven op om zich aan te sluiten bij de BSP/PSB en ook leidde hij zijn partij in 1970 door de Eerste Staatshervorming. In 1963 werd Leo Collard benoemd tot minister van Staat.
In 1932 werd Collard eveneens verkozen tot gemeenteraadslid van Bergen, wat hij bleef tot in 1976. Van 1947 tot 1952 was hij er schepen en van 1953 tot 1974 burgemeester.
In Bergen is het 'Centre Éducatif Léo Collard' naar hem vernoemd.

## Trivia
- In de stripreeks Nero (strip), in het album De X-bom (1955) dat ten tijde van de Schoolstrijd verscheen, wordt Petoetje superintelligent. Nero verzekert hem: "Troost u, met die diploma's brengt ge 't niet ver als Collard zijn zin krijgt." (strook 5)

- Gemeinsame Normdatei: 1084236737
- International Standard Name Identifier: 0000 0003 5899 6376
- Système universitaire de documentation: 082985480
- Virtual International Authority File: 214205834
- WorldCat: E39PBJyGRjYjRVJgM7f4WDRtKd